# ラファエウ・ジ・ソウザ・ペレイラ
ラファエウ・カリオカ（Rafael Carioca）ことラファエウ・ジ・ソウザ・ペレイラ（ポルトガル語: Rafael de Souza Pereira、1989年6月18日 - ）は、ブラジルのサッカー選手。ポジションはMF。

## クラブ歴

### グレミオ
2006年にアマチュア選手としてグレミオFBPAに加入。ユース年代で主将を務めるとトップチームに昇格、しかしながらシーズン前のトレーニングで上手く適応できずユースチームに戻った。2008シーズン前に監督のヴァグネル・マンチーニが解任され、セルソ・フアレス・ロスが監督になるとトップチームでレギュラーを確保、ウイリアン・マグロンとの連携で活躍した。

### スパルタク・モスクワ
2008年12月にFCスパルタク・モスクワに5年契約で移籍。

### ヴァスコ・ダ・ガマ
2010シーズンは1年契約でCRヴァスコ・ダ・ガマにレンタル移籍した。

### アトレチコ・ミネイロ
2014年8月13日に1年の契約でアトレチコ・ミネイロにレンタル移籍。アトレチコ・ミネイロでもレギュラーを確保し、コパ・ド・ブラジルも制した。その翌年、コパ・リベルタドーレス2015のCSDコロコロ戦では鮮烈なゴールを放ちチームの勝利に貢献、再びスターティングイレブンに名を連ねる事となった。同年8月でレンタル契約が切れる際にスパルタク・モスクワから所有権の50%をアトレチコ・ミネイロが買い取り完全移籍、2019年8月までアトレチコ・ミネイロと契約を更新した。

### UANLティグレス
2017年8月23日、リーガMXのUANLティグレスに移籍した。

## 代表歴
2007年にはブラジルU-20代表で主将を務め、仙台カップ国際ユースサッカー大会にもU-18代表として参加したものの控えであり出場はなかった。
2016年8月22日にはエクアドル代表、コロンビア代表戦に挑むA代表に招集された。

## タイトル

### クラブ
アトレチコ・ミネイロ
- コパ・ド・ブラジル：2014
- カンピオナート・ミネイロ：2015, 2017

### 個人
- プレミオ・クラッキ・ド・ブラジレイロン：2015
- ボーラ・ジ・プラッタ：2015